# Evan Ellingson
Evan Ellingson, född 1 juli 1988 i La Verne i Los Angeles County, Kalifornien, död 5 november 2023 i San Bernardino County, Kalifornien, var en amerikansk skådespelare.

## Filmografi i urval
- Mad TV (2000) som Cody Gifford i "Episod: #6.1"
- General Hospital (2000) som unga Luke Spencer i episoden daterad 5 november 2001
- Titus (TV Serier) (2001-2002) som 10 år gamla Titus för 8 episoder
- The Nick Cannon Show (2002) som Transport Vän i "Episode: #2.1"
- That Was Then (2002) okänd del i "A Rock and a Head Case"
- Mad TV (2002) som Church Camp Boy i "Episod: #8.3"
- Complete Savages (2004-2005) som Kyle Savage.
- Untitled Camryn Manheim Pilot (2005) som Arlo.
- Bones (2005), som David Cook i "A boy in a Bush"
- A boy's Life som Derek.
- 24 (2007, säsong 6) som Josh Bauer.
- CSI Miami (2007, säsong 6) som Kyle Harmon.
- Allt för min syster (2009) som Jesse Fitzgerald (film)